# Sabina Grzimek
Sabina Grzimek (Roma, 12 de noviembre de 1942) es una escultora alemana.

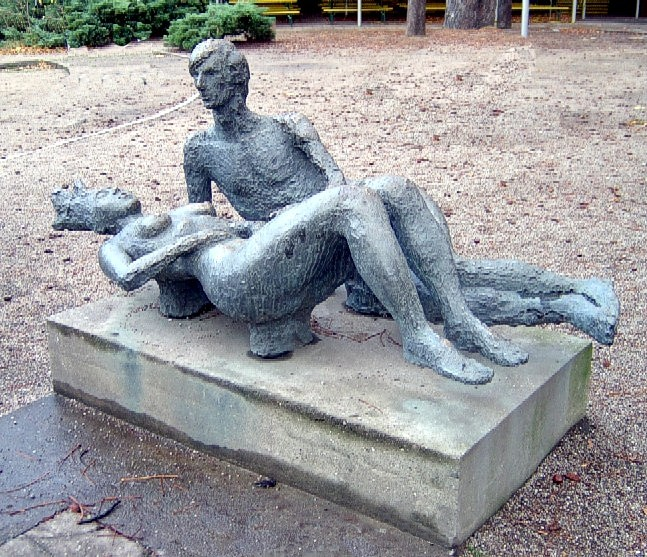
Pareja reclinada, bronce - 1981

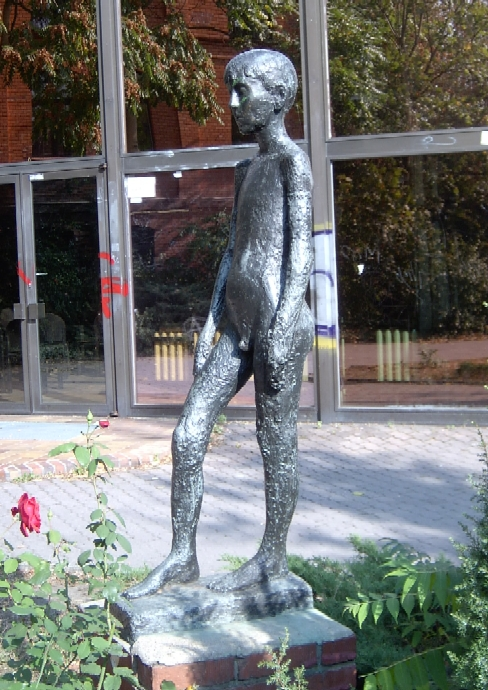
bronce Niño de la calle Marienburger (1983-1984)

## Biografía
Sabina Grzimek es la hija mayor del escultor Waldemar Grzimek y de la pintora y ceramista Christa von Carnap. Su media hermana es la artista Jana Grzimek .
Sabina Grzimek estuvo casada de 1973 a 1979 con el restaurador Peter Schwarzbach (n. 1944). Tiene un hijo  Anton (n. 1975) y una hija, Anna (n. 1979).
Un año de prácticas en la manufactura de porcelana de Meissen durante  1961 y 1962 seguido hasta 1967, por los estudios de escultura en la Academia de Arte de Berlín-Weissensee (en alemán: Kunsthochschule Berlin-Weißensee y el trabajo independiente como escultora, pintora y diseñadora gráfica en el barrio Prenzlauer Berg de Berlín , y desde 1972 en Erkner . Desde 1997, Sabina Grzimek trabaja como profesora invitada en la Escuela de Diseño Gráfico Anklam.
Sabina Grzimek es la autora de un gran número de esculturas en bronce , yeso , terracota y barro que se han mostrado en numerosas exposiciones. En el distrito berlinés de Prenzlauer Berg se encuentra la escultura de Grzimeks del Chico de la calle Marienburger (1968-1970) en el de  Berlín-Lichtenberg Madre con niño - en al. Mutter mit Kind (1976-1981). Las esculturas Figura en pie y Pareja reclinada (1980-1985), que en una ocasión se expusieron en los jardines frente al Altes Museum de Berlín,  se encuentra ahora en la Galería Eva Poll en Berlín-Tiergarten .  También se encuentran frente al Museo Gerhart Hauptmannel el monumento Erkner  (1992) y la Weinheimer Reiterin (1996).  Algunos dibujos y cuadros forman también parte de la obra de Sabina Grzimek.  Entre los premios que le han sido otorgados se incluyen el Premio Gustav-Weidanz (1972), el Käthe-Kollwitz-Preis (1983), el Premio de la asociación Weinheim de apoyo del arte (1994) y el Premio de Arte Ernst-Rietschelde de la Ciudad de Pulsnitz (1996). Am 26.  El 26 de junio de 2011 Sabina Grzimek recibió de manos del Ministro Presidente de Brandenburgo, Matthias Platzeck , en el castillo Neuhardenberg el "Premio de Arte de Brandenburgo", que convocó el periódico Märkische , en colaboración con la Stiftung Schloss de Neuhardenberg.

## Exposiciones
En 2010, la Galería de Gendarmenmarkt presentó del 15 de abril al 11 de julio, una exposición con la obra del artista en la Clínica Helios de Berlín-Buch. Sabina Grzimek creó la medalla de bronce "Escultura de la  Dra. Mildred Scheel" para el Centro Nacional de Enfermedades tumorales ( NCT ) en Heidelberg [con 2,40 metros de altura , la inauguración se llevó a cabo el 12 de mayo de 2010] 

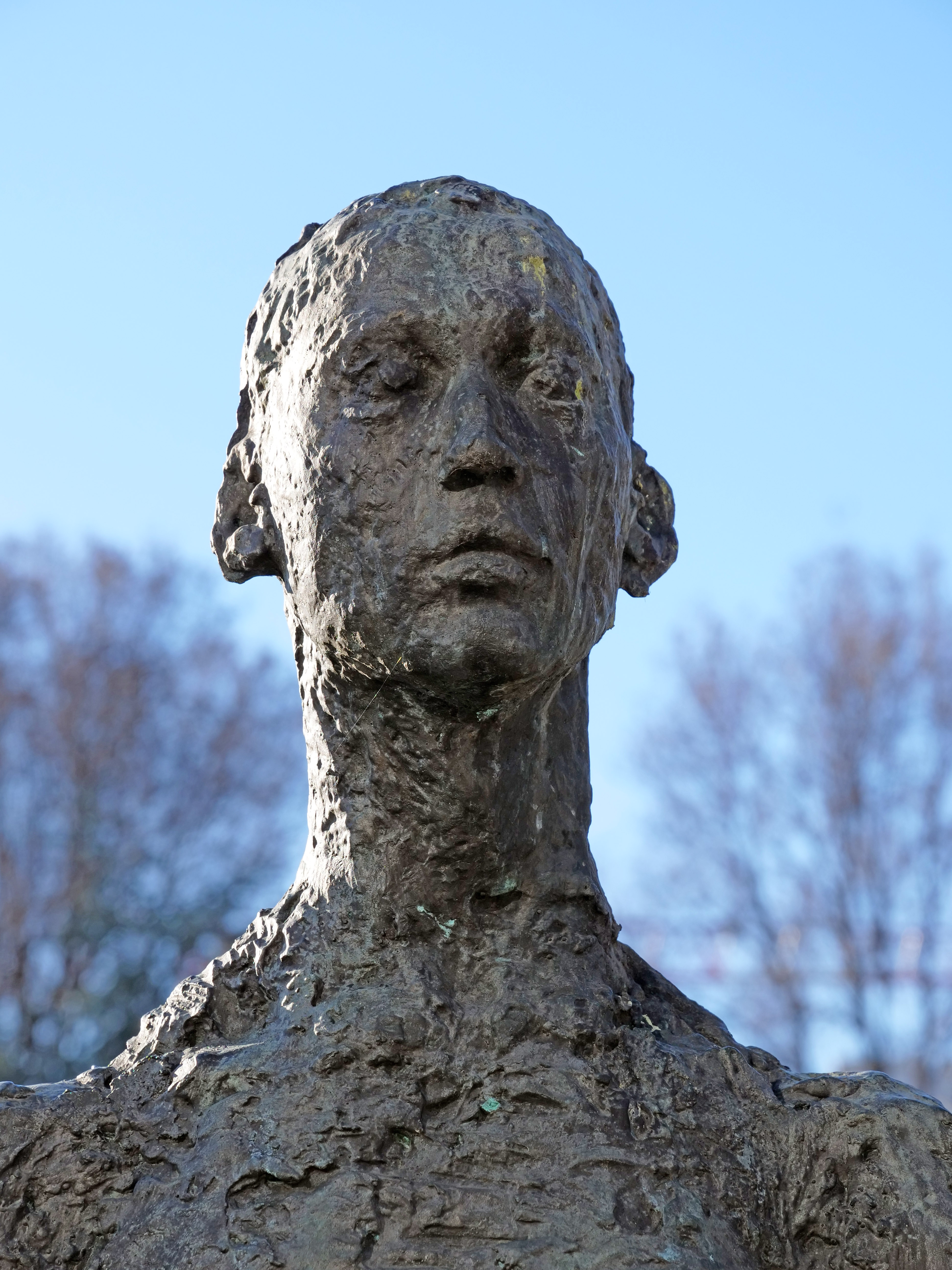
Detalle del grupo figura en pie y acostada, de 1980
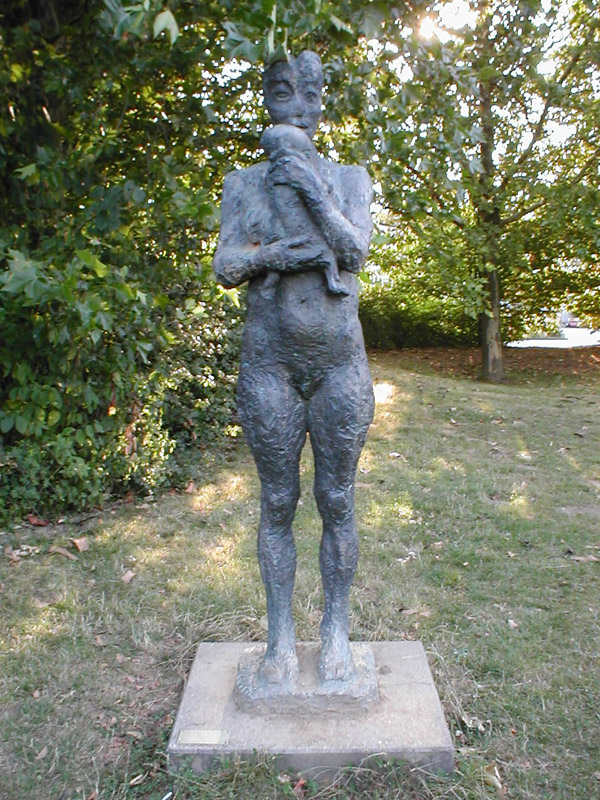
Madre e hijo.